# Apocatastase
L’apocatastase (du grec ancien : ἀποκατάστασις / Apocatastasis, « rétablissement ») désigne en métaphysique et théologie la restauration finale de toutes choses en leur état d'origine. Ce concept a été développé par les stoïciens et repris par une partie de la philosophie chrétienne.

## Définition
L'apocatastase désigne, au sens large, la restauration de l'état initial à la fin d'un cycle. Le concept vient du mot grec apocatastasis, qui signifie le rétablissement, la reconstitution, ou la restauration dans l'état primordial ou original. La notion a été diversement définie selon qu'elle est utilisée par des platoniciens ou des écrits religieux apocalyptiques.
Le terme est surtout connu pour ses développements dans la théologie chrétienne où il se rapporte en premier lieu à des positions sur la restauration finale de toutes choses en Dieu, développées à partir du Traité des principes d'Origène.
Il n'y désigne pas uniquement des positions condamnées, mais peut aussi servir à intituler des hypothèses ou conjectures théologiques (théologoumènes) sur les fins dernières et la restauration de toutes choses en Christ ou en Dieu. Parler d'apocatastase, c'est, dans un langage simple, se demander si « tout le monde ira au paradis », ou bien, selon la question posée par Hans Urs von Balthasar, si l'enfer est vide. Considérée comme un théologoumène, l'apocatastase est tenue pour relever d'un questionnement juste et pertinent, mais auquel il est impossible d'apporter des réponses certaines et qui, à ce titre, ne relève pas du dogme ou de l'orthodoxie. Ce qui empêche le théologien chrétien de se prononcer sur l'apocatastase est que le questionnement dont relève cette notion porte sur le problème du salut, problème qui, par ailleurs, relève du jugement de Dieu. Pour un chrétien, il semble donc impossible d'y répondre sans se substituer à Dieu et à son jugement.
L'apocatastase s'accompagne parfois de la doctrine de la réconciliation universelle selon laquelle tous les êtres humains seront sauvés de la damnation éternelle, ou de l'annihilation en enfer.

## Histoire

### Chez les Égyptiens
Le terme d'apocatastase désigne le retour à la coïncidence entre le lever héliaque de Sirius et le début du calendrier civil égyptien, qui, en raison de sa durée fixe de 365 jours, se décale par rapport aux phénomènes solaires d'environ 1 jour tous les quatre ans. La durée entre deux apocatastases est de 1460 années, ce qui permet d'en connaître, à quatre années près, les dates : elles auraient eu lieu autour des années -2781, - 1321 et 139.

### Chez les Babyloniens
Le penseur Bérose, philosophe et religieux de Babylone, est célèbre pour avoir exposé la théorie de l'Éternel Retour et de la Grande Année. Elle a été reprise par les stoïciens de la Rome antique.
La théorie de Bérose se fonde sur des observations du ciel. Les astronomes babyloniens avaient découvert que les révolutions synodiques des planètes, les révolutions annuelles du soleil et de la lune sont des sous-multiples d'une même période commune, la Grande Année, au terme de laquelle soleil, lune et planètes reprennent leur position initiale par rapport aux étoiles fixes. Ils en conclurent que la vie de l'univers est périodique, qu'elle repasse éternellement par les mêmes phases, suivant un rythme perpétuel. De là naît l'idée de l'éternel retour.
Le cycle de base déterminé par les penseurs babyloniens est le saros, qui dure 3 600 ans. Le cycle des éclipses se reproduit en 223 lunaisons, donc en 28 ans 11 jours, etc. Pour Bérose, la Grande Année s'étend sur 432 000 ans ; elle est rythmée par deux cataclysmes, le premier de feu (une conflagration), au solstice d'été de l'univers, lors de la conjonction des planètes en Cancer ; le second d'eau, un déluge, qui se produit au solstice d'hiver de l'univers, lors de la conjonction des planètes en Capricorne.

« Bérose, traducteur de Bélus l'interprète du dieu Bêl, le prêtre de Mardouk, attribue ces révolutions aux astres, et d'une manière si affirmative qu'il fixe l'époque de la conflagration et du déluge. « Le globe, dit-il, prendra feu quand tous les astres, qui ont maintenant des cours si divers, se réuniront sous le Cancer, et se placeront de telle sorte les uns sous les autres, qu'une ligne droite pourrait traverser tous leurs centres. Le déluge aura lieu quand toutes ces constellations seront rassemblées de même sous le Capricorne. Le premier de ces signes régit le solstice d'hiver ; l'autre, le solstice d'été. Leur influence à tous deux est grande, puisqu'ils déterminent les deux principaux changements de l'année. » J'admets aussi cette double cause ; car il en est plus d'une à un tel événement ; mais je crois devoir y ajouter celle que les stoïciens font intervenir dans la conflagration du monde. Que l'univers soit une âme, ou un corps gouverné par la nature, comme les arbres et les plantes, tout ce qu'il doit opérer ou subir, de son premier à son dernier jour, entre dans sa constitution, comme en un germe est enfermé tout le futur développement de l'homme. »

— Sénèque, Questions naturelles, III, 29

### Dans le stoïcisme
Le stoïcisme s'est emparé du concept d'apocatastase. Pour les stoïciens, le cosmos est une expression matérielle des pensées parfaites de Zeus, et l’apocatastase est le repli qui se produit quand Zeus revient à son auto-contemplation.
L’antapocatastasis est une occurrence inverse qui se produit quand les étoiles et les planètes sont en alignement avec le Capricorne, et que l’univers est détruit par un déluge. Quand Zeus dirigera à nouveau ses pensées vers l’extérieur, le cosmos renaîtra ou sera reconstitué sous la direction et avec le soutien du logos, qui est une émanation de Zeus.
Pour Macrobe, la voie de la réincarnation passe du Cancer au Lion (Le Songe de Scipion, I, 12, 4) :
« Les stoïciens prétendent que, lorsqu'après une certaine période de temps, les planètes reviennent toutes exactement soit en longueur, soit en hauteur au même point du ciel où elles étaient au commencement du monde, il en résulte l'embrasement et la destruction de l'univers, et qu'ensuite tout recommence de nouveau. Or, comme le cours des astres est exactement le même qu'auparavant, toutes les choses qui ont eu lieu dans la période précédente se passent encore de la même manière. Ainsi, il y aura de nouveau un Socrate, un Platon, et chacun des hommes avec les mêmes amis et les mêmes concitoyens et ils conseilleront les mêmes choses, s'entretiendront avec les mêmes personnes et traiteront les mêmes questions. Et la Cité tout entière et le bourg et la campagne se renouvelleront pareillement… Il n'y aura rien d'étranger par rapport à ce qui s'était produit auparavant, mais toutes choses seront exactement pareilles, même jusqu'aux détails les plus infimes… Et cette restauration (apocatastase) ne se produira pas une fois, mais plusieurs fois ; ou plutôt toutes choses seront restaurées éternellement ».

### Dans le christianisme

#### Dans le Nouveau Testament
Les Actes des Apôtres mentionnent le « rétablissement (apocatastase) de toutes choses, dont Dieu a parlé » (en grec ancien : ἀποκαταστάσεως πάντων, ὧν ἐλάλησεν ὁ θεὸς). Le verset des Actes 3:21 utilise le terme d'apocatastase, mais il n'est pas évident de savoir s'il porte déjà le sens que lui donne la théologie chrétienne postérieure.

#### Dans la gnose chrétienne
Dans les écrits du gnosticisme, l’apocatastase se produit quand une âme, qui est une lumière divine emprisonnée dans la matière, se libère en parvenant à une connaissance spéciale, ou gnose, pour rejoindre le Vrai Dieu qui est au-dessus de tous les dieux. Des Messagers de Lumière, dont Jésus-Christ est l’exemple primordial, révèlent le salut qui provient de la découverte du Royaume de Dieu en soi.

#### Chez Origène et Grégoire de Nysse

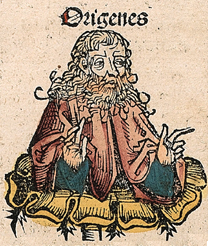
Portrait d'Origène dans la Chronique de Nuremberg (1493).

Cette croyance est d’abord formulée par Origène (185-232), théologien versé dans la philosophie hellénistique, et familier des écrits gnostiques et des cultes à mystères. Il adapta librement la terminologie et les conceptions néoplatoniciennes au christianisme, pour exposer la nouvelle foi et souligner ses différences avec les autres,. Certains savants estiment que le Traité des Principes d’Origène est le premier ouvrage de théologie chrétienne systématique. Il inclut les conceptions-clé de la Trinité et du libre arbitre, ainsi que celle de l’apocatastase. L’Apocatastase chez Grégoire de Nysse a fait l’objet de nombreuses et importantes études, en particulier du cardinal Jean Daniélou.
Environ un siècle plus tard, un autre représentant de la théologie systématique, Augustin d'Hippone (354-430), concentra son attention sur une autre partie de la Bible et formula ce qui devint plus tard la doctrine de la double prédestination, selon laquelle certains sont prédestinés au salut de l'âme, d'autres, à la damnation.
Dix propositions issues du Traité des Principes ont été condamnées en 542 par l'empereur Justinien, condamnation validée par Ménas, l'évêque de Constantinople et reprise par le deuxième concile de Constantinople en 553. L'anathème fut formellement soumis au cinquième concile œcuménique de Constantinople en 553, ce qui n'empêcha pas l'autre doctrine théologique d'Origène, qui enseigne la transmigration des âmes, ou métempsycose, et la possibilité qu'une nouvelle chute de l'homme glorifié relance le cycle, de jouer un rôle.
Il était reproché à l'« apocatastase origénienne » d'annuler la liberté et la responsabilité des créatures, car,, suivant cette position, la restauration en Dieu de tout ce qu'Il a créé dans son état de bonté originelle, état antérieur à tout péché et à tout mal, se fait indépendamment des dispositions et des actes de chacun. Contre cela, le concile affirme : « Si quelqu'un dit que les Vertus célestes, tous les hommes, le diable, les Puissances du mal seront unis pareillement au Dieu Verbe et de la même manière que Christ, qu'il soit anathème ». En fait, Origène n'a pas lui-même soutenu les thèses condamnées, mais il a exposé dans ses écrits des idées répandues dans la culture hellénistique de son temps, et en a discuté en rapport aux écritures chrétiennes.

#### Protestantisme
Selon les historiens universalistes[Qui ?], l'apocatastase a pratiquement disparu de la pensée chrétienne même si plusieurs théologiens aussi respectés que Jean Scot Érigène, Amalric de Bena et Hans Denk, continuèrent à professer cette doctrine, alors généralement considérée comme hétérodoxe par l'Église catholique. Selon les mêmes historiens la doctrine devint plus populaire sous l'influence de la Réforme protestante, qui remit en question toutes les doctrines et pratiques catholiques. Ceci fit dire à l'historien de l'Église Adolf von Harnack que presque toutes les Réformateurs croyaient en l'apocatastase.
La réflexion théologique sur l'apocatastase a connu une nouvelle actualité au XVIe siècle avec les réformes protestantes où elle fut un point de désaccord entre luthériens et anabaptistes. Les positions des anabaptistes sur l'apocatastase furent ainsi condamnées en 1533 par l'article 17 de la Confession d'Augsbourg dont le principal rédacteur était le réformateur luthérien Philippe Mélanchthon. Malgré cela, des positions condamnées en 1533 trouveront des échos chez nombre de théologiens protestants, en particulier chez Friedrich Schleiermacher, Albert Schweitzer et Karl Barth. Les théologiens catholiques, en particulier Henri de Lubac et Hans Urs von Balthasar, discuteront, eux aussi, de l'apocatastase.

### Fiabilité des sources duXIXesiècle
Des études récentes, ont réexaminé les textes originaux concernant l'apocatastase et certaines d'entre elles ont conclu que nombreux savants au XIXe siècle ont omis de faire une distinction suffisante entre l'utilisation du terme (1) dans le Nouveau Testament, (2) l'utilisation dans les œuvres d'Origène, (3) les opinions attribuées aux Origénistes dans l'anathème de 553, (4) le point de vue de l'église universaliste en Amérique au cours du XVIIIe siècle.